# Crave
«Crave» es una canción interpretada por la cantante estadounidense Madonna, en colaboración con el rapero Swae Lee, e incluida en su decimocuarto álbum de estudio, Madame X. La compañía Interscope Records la publicó el 10 de mayo de 2019 como el segundo sencillo oficial del disco, después de «Medellín».

## Antecedentes y composición
«Crave» fue uno de los primeros temas que se compuso para el álbum Madame X, aunque Madonna decidió mantenerlo en segundo plano cuando empezó a trabajar con otros músicos en Lisboa. En una entrevista durante los Billboard Music Awards de 2019, reveló que cuando volvió a escucharlo, quería una voz masculina que la acompañara, de manera que eligió a Swae Lee por el tono de su voz, que había gustado a la cantante. Al respecto, agregó: «Creo que tiene mucho talento. Pienso que es un muy buen escritor y un gran cantante, y es muy adorable. Tiene buena energía».
«Crave» es una balada pop y trap de medio tempo que cuenta con instrumentos como la guitarra acústica, la caja de ritmos Roland TR-808, así como ritmos de palmadas y una voz «lastimera» de Madonna. Fue compuesta por el dúo y Brittany Talia Hazzard y producida por Madonna, Billboard y Mike Dean. La cantante la describió como una «canción sobre el deseo y el anhelo» y sobre «perseguir a alguien que está huyendo».

## Recepción crítica
Mike Wass del sitio Idolator comentó que evoca la era Hard Candy (2008), pero el tono en «Crave» es «más suave y más romántico». Asimismo, señaló que si las radios no ignoraran la existencia completa de Madonna, sonraría perfecta en los formatos rítmicos y pop. El Hunt de NME remarcó que el tema utiliza elementos de la música tradicional fado de Lisboa y lo llamó un número «sencillo» con un aire «a la angustia de su álbum Like a Prayer de 1989, y sin embargo no suena nada igual». Emily Zemler de Rolling Stone la describió como un «número de pop sensual sobre tener deseos por otra persona», y Alexa Camp de Slant Magazine señaló que la pista tenía un arreglo «poco convencional, pero elegante». Rob Arcand de Spin mencionó que «la combinación [entre Madonna y Lee] puede sonar fuera de lugar, pero se siente sorprendentemente apropiada».

## Recepción comercial
En Estados Unidos, «Crave» debutó en la lista Adult Contemporary de Billboard en el puesto número 19, en la edición del 8 de junio de 2019. Con ello significó la 37.ª entrada de Madonna en dicha lista —la segunda en esta década después de «Ghosttown», del álbum Rebel Heart (2015)— y el mayor debut en su carrera. La semana siguiente ascendió al puesto quince y fue la canción más añadida a las principales estaciones de radio de ese formato. En la edición del 3 de agosto de 2019, el sencillo llegó a su puesto más alto en el once.

## Vídeo musical
El videoclip de «Crave» fue dirigido por Nuno Xico y se estrenó el 22 de mayo de 2019 en el canal oficial de YouTube de Madonna. Antes de su estreno, un fragmento se filtró luego de que el director publicara por error una versión «sin terminar» en su cuenta de Vimeo. El original inicia con el álter ego de la cantante, Madame X, escribiendo una carta de amor mientras su voz en off recita: «Te estoy esperando. Siempre te he estado esperando. Me atrae el peligro, lo anhelo». A continuación, lanza un pájaro mensajero desde el techo de un edificio en el centro de Nueva York, cerca del puente de Manhattan; Lee recibe cada uno de esos mensajes que la cantante le envía. El vídeo se intercala con escenas en blanco y negro de Nueva York y Madonna bailando en un depósito abandonado de manera sensual. Al final, ambos artistas se encuentran y extienden sus manos, escena que recuerda a La creación de Adán de Miguel Ángel.

## Lista de canciones y formatos
| Descarga digital/Streaming |                        |          |  |
| N.º                        | Título                 | Duración |  |
| 1.                         | «Crave» (con Swae Lee) | 3:21     |  |

| MNEK Remix |                                     |          |  |
| N.º        | Título                              | Duración |  |
| 1.         | «Crave» (MNEK Remix) (con Swae Lee) | 3:34     |  |

| Crave (Remixes, Pt. 1) |                                                  |          |  |
| N.º                    | Título                                           | Duración |  |
| 1.                     | «Crave» (Tracy Young Dangerous Remix)            | 4:47     |  |
| 2.                     | «Crave» (Tracy Young Dangerous Radio Edit)       | 3:23     |  |
| 3.                     | «Crave» (Benny Benassi & BB Team Extended Remix) | 4:51     |  |
| 4.                     | «Crave» (Benny Benassi & BB Team Radio Edit)     | 3:19     |  |
| 5.                     | «Crave» (RNG Club Remix)                         | 6:38     |  |
| 6.                     | «Crave» (Otto Benson Remix)                      | 4:22     |  |
| 7.                     | «Crave» (Twisted Dee & Diego Fernandez Remix)    | 7:17     |  |
| 8.                     | «Crave» (Dan De Leon & Anthony Griego Remix)     | 7:12     |  |

## Posicionamiento en listas
| País (Lista 2019)                        | Posición más alta |
| ---------------------------------------- | ----------------- |
| China (Billboard China)                  | 22                |
| Escocia (Scottish Singles Chart)         | 64                |
| Estados Unidos (Adult Contemporary)      | 11                |
| Estados Unidos (Adult Pop Songs)         | 34                |
| Estados Unidos (Dance Club Songs)        | 1                 |
| Francia (Top Singles Téléchargés)        | 23                |
| Hungría (Single Top 40)                  | 38                |
| Reino Unido (UK Singles Downloads Chart) | 49                |
| Reino Unido (UK Singles Sales Chart)     | 51                |
| Suecia (Sverigetopplistan Heatseeker)    | 19                |

## Historial de lanzamientos
| Región         | Fecha                 | Formato(s)                           | Discográfica | Ref.   |
| -------------- | --------------------- | ------------------------------------ | ------------ | ------ |
| Varios         | 10 de mayo de 2019    | Descarga digital streaming           | Interscope   | [ 14 ] |
| Estados Unidos | 20 de mayo de 2019    | Hot/Modern/AC radio                  | Interscope   | [ 26 ] |
| Italia         | 2 de agosto de 2019   | Contemporary hit radio               | Universal    | [ 27 ] |
| Varios         | 25 de octubre de 2019 | Descarga digital streaming (Remixes) | Interscope   | [ 16 ] |